# Ростилово (Вологодская область)
Ростилово — деревня в Грязовецком районе Вологодской области. Административный центр Ростиловского муниципального образования и Ростиловского сельсовета.
Расположена на трассе М8 — Москва-Архангельск. Расстояние до районного центра Грязовца по автодороге — 7 км. Ближайшие населённые пункты — Подсосенье, Басаргино, Скородумка.
По переписи 2002 года население — 564 человека (267 мужчин, 297 женщин). Преобладающая национальность — русские (99 %).

## Учебные заведения
- МОУ Ростиловская средняя школа.

## Предприятия
- ОАО «Колхоз Ростиловский».
- ЛПУМГ КС-17(СеверГазПром).